# Alsórendű pókok
Az alsórendű pókok (Mesothelae) a pókok (Araneae) rendjének egyik alrendje, amely a kihalt Arthrolycosidae és Arthromygalidae, továbbá a mai napig létező Liphistiidae családokat foglalja magában. Korábban egy Heptathelidae nevű negyedik családot is elkülönítettek, de az ide tartozó fajokat ma már a Liphistiidae családon belül a Heptathelinae alcsaládhoz sorolják.

## Anatómia
Az alsórendű pókok közé tartozó fajokat a proszóma hasi oldalán lévő kicsiny, keskeny szternum alapján kategorizálják. Jellemző jegyeiknek köszönhetően könnyen azonosíthatóak: a tergum lemezeiről a háti oldalon és a szövőmirigyek majdnem teljesen középső helyzetű elhelyezkedéséről az opisztoszóma hasi részén. A többi póktól eltérően nem rendelkeznek méregmiriggyel. Minden alsórendű pók négy pár szövőmirigyegységgel rendelkezik. A négytüdős pókokhoz hasonlóan két pár redős tüdővel rendelkeznek.

## Szaporodásuk
A párzás előtt a hím az ember számára nem hallható hangot ad ki, hogy a nőstényt magához csalja.

## Elterjedésük
A Liphistiidae pókok Mianmaron, Thaiföldön, Szumátrán honosak. A Heptathelidaek Vietnám, Japán és Kína északi tartományaiban fellelhetőek.

## A köztudatban
A BBC dokumentumfilmében, a Walking with Monstersban (2005) egy karbon időszaki alsórendű pókfajt mutattak be, amely akkora volt, mint a mai ember feje és macskaméretű hüllőkre vadászott. Akárcsak a modern madárpókok, szintén üregekben élt. 
A valóságban ekkora pók sosem létezett, de a sorozat készítői a rákokhoz közelebb álló Eurypterid (szintén téves megnevezéssel tengeri skorpió) Megarachnékat tévesen pókként mutatták be.

## Fordítás
- Ez a szócikk részben vagy egészben  a   Mesothelae című angol Wikipédia-szócikk fordításán alapul.  Az eredeti cikk szerkesztőit annak laptörténete sorolja fel. Ez a jelzés csupán a megfogalmazás eredetét és a szerzői jogokat jelzi, nem szolgál a cikkben szereplő információk forrásmegjelöléseként.

## Magyar nyelven
Egyetemi jegyzetek:
- https://web.archive.org/web/20070729204021/http://systzool.elte.hu/gyakorlat/pok.doc
- http://www.zool.klte.hu/download.php?id=51
- https://web.archive.org/web/20050427062857/http://ecol1.bio.u-szeged.hu/~rendszertan/POKGYAK.htm